# 30 Anos na África
30 Anos na África é um álbum ao vivo comemorativo da cantora Fernanda Brum, lançado em 25 de abril de 2024 pela Sony Music Brasil. O álbum foi gravado no terreno da Ong Baluarte em Luanda, Angola em 24 de agosto de 2023. 
A produção musical ficou a cargo de Emerson Pinheiro e a direção de vídeo é assinada por Alex Passos. O projeto conta com a participação especial de Eyshila e do coral de crianças da Baluarte. O repertório da obra contém alguns dos maiores sucessos da cantora ao longo de seus 30 anos de carreira.
O projeto teve início com o lançamento do single "Orai por todas as Crianças", releitura gravada em estúdio que ganhou um clipe com cenas da chegada de Fernanda e equipe na ong, junto com as crianças dançando ao som da música num cenário natural característico africano. Seguido dos singles ao vivo "O Amor Que Cura" e "Redenção", lançado próximo a páscoa.

## Faixas do álbum
| N.º            | Título                                  | Compositor(es)                  | Duração |  |
| 1.             | "Eu Vou (África) - Ao Vivo"             | Livingston Farias               | 6:14    |  |
| 2.             | "Unção de Ousadia - Ao Vivo"            | Davi Fernandes, Jill Viegas     | 3:20    |  |
| 3.             | "Cantarei ao Senhor - Ao Vivo"          | Emerson Pinheiro, Fernanda Brum | 7:26    |  |
| 4.             | "Amo o Senhor - Ao Vivo"                | Emerson Pinheiro, Fernanda Brum | 4:01    |  |
| 5.             | "Não é Tarde - Ao Vivo (com Eyshila)"   | Anderson Freire                 | 3:16    |  |
| 6.             | "Quebrantado Coração - Ao Vivo"         | Emerson Pinheiro, Fernanda Brum | 3:28    |  |
| 7.             | "Redenção - Ao Vivo"                    | Emerson Pinheiro, Fernanda Brum | 4:41    |  |
| 8.             | "O Amor Que Cura - Ao Vivo"             | Emerson Pinheiro, Fernanda Brum | 4:21    |  |
| 9.             | "Cura-me - Ao Vivo"                     | Fernanda Brum                   | 6:09    |  |
| 10.            | "Lavar Teus Pés - Ao Vivo"              | Klênio                          | 4:47    |  |
| 11.            | "O Que Sua Glória Fez Comigo - Ao Vivo" | Duda Momm                       | 5:15    |  |
| 12.            | "A Tua Glória - Ao Vivo"                | Emerson Pinheiro, Fernanda Brum | 3:05    |  |
| 13.            | "Dá-me Filhos - Ao Vivo"                | Ludmila Ferber                  | 5:12    |  |
| 14.            | "Videira - Ao Vivo"                     | Cláudio Claro                   | 5:00    |  |
| Duração total: | Duração total:                          | Duração total:                  | 64:55   |  |

## Ficha Técnica
Todo o processo de elaboração de "30 Anos na África (Ao Vivo)" atribui os seguintes créditos:
- Direção Executiva: Sony Music
- Direção de Vídeo, Edição e Finalização: Alex Passos
- Direção Musical e Arranjos: Emerson Pinheiro
- Produção Geral: Rebeca Kessler
- Piano: Emerson Pinheiro
- Teclado: Rafa Moraes
- Guitarra: Márcio Carvalho
- Baixo: Dedy Coutinho
- Bateria: João Pedro
- Percussão: Dada Costa
- Presidente Sony Music: Paulo Junqueiro
- Vice-Presidente A&R: Bruno Batista
- Gerente A&R: Karina Martins
- Analista MKT: Lauren Souza
- Estagiária de A&R e MKT: Maria Juliana